# Martinaire
 (novembre 2019).
 (novembre 2019).
Martinaire Aviation, L.L.C. est une compagnie aérienne américaine basée sur les terrains de l'aéroport d'Addison à Addison, Texas, Etats-Unis, près de Dallas. Elle exploite des vols d'alimentation pour les services de livraison de colis de nuit, principalement UPS. Sa base principale est l'aéroport d'Addison. 